# Yang Dong-won
Yang Dong-Won (sinh ngày 5 tháng 2 năm 1987) là một cầu thủ bóng đá Hàn Quốc thi đấu cho FC Anyang.